# SC Fortuna Köln
SC Fortuna Köln is een Duitse voetbalclub uit Keulen.

## Geschiedenis
De club werd in 1948 opgericht na een fusie tussen Viktoria 1911, Bayenthaler SV (1920) en Sparkassen-Verein (1927). In 1976 ging ook FC Alter Markt Köln op in Fortuna Köln. De club ontstond slechts acht dagen na de andere grote fusieclub 1. FC Köln.
De club speelde 26 seizoenen in de 2. Bundesliga; de club was hier lang recordhouder mee, maar werd intussen voorbijgestoken door Alemannia Aachen. In 1974 promoveerde Fortuna naar de Bundesliga, om het jaar daarop weer naar de tweede afdeling te degraderen.
In 1983 boekte Fortuna zijn grootste succes: de club schopte het tot de finale van de DFB-Pokal. Onderweg werden diverse Bundesligaclubs uitgeschakeld; zo werd in de halve finales met 5-0 gewonnen van Borussia Dortmund. De finale werd een stadsderby, want Fortuna stuitte op 1. FC Köln, dat overigens een maatje te groot bleek.
Miljonair Jean Löring slaagde er jarenlang in Fortuna Köln op de been te houden. In 2000 moest hij vanwege ziekte en faillissement van zijn bedrijf de geldkraan dichtdraaien. Sindsdien ging het van kwaad tot erger met de club; uiteindelijk zakte Fortuna zelfs terug naar het vijfde niveau van de Duitse voetbalcompetitie. In 2011 promoveerde de club vanuit de NRW-Liga naar de Regionalliga West.
In het seizoen 2013/2014 werd Fortuna Köln kampioen van de Regionalliga West, en dwong na barragewedstrijden tegen Bayern Munchen II promotie naar de 3. Liga af.

## Bijzonderheden
Op 3 april 2008 startte Fortuna Köln een bijzonder project: indien zich 30.000 voetbalfans zouden aandienen die betalend lid van de club zouden willen worden, zou het bestuur "de macht overdragen aan de fans". De fans zouden vervolgens via internet mogen bepalen welke spelers er in de selectie zouden komen. Zij zouden ook mogen meestemmen over transfers, trainers en andere zaken. Fortuna volgde met dit initiatief het voorbeeld van de Engelse club Ebbsfleet United, uitkomend in de Football Conference, die enkele maanden eerder een vergelijkbaar project was begonnen. De benodigde fans hebben zich inmiddels gemeld en het project is van start gegaan. Platform voor het Keulse project is de website "www.deinfussballclub.com". Het brein erachter is de Duitse filmregisseur Sönke Wortmann (bijvoorbeeld Das Wunder von Bern)

## Overzichtslijsten
| Niveau | Aantal | Periode (1947-2025)                                   |
| ------ | ------ | ----------------------------------------------------- |
| I      | 1      | 1973-1974                                             |
| II     | 35     | 1947-1948, 1950-1952, 1967-1973, 1974-2000            |
| III    | 16     | 1948-1950, 1952-1957, 1965-1967, 2000-2002, 2014-2019 |
| IV     | 18     | 1957-1959, 1961-1965, 2002-2005, 2011-2014, 2019-.... |
| V      | 8      | 1959-1961, 2005-2011                                  |

### Eindklasseringen vanaf 1964 (grafisch)
- 1964 8e
Niveau 4
- 1965 1e
Niveau 4
- 1966 8e
Niveau 3
- 1967 2e
Niveau 3
- 1968 16e
Regionalliga
- 1969 13e
Regionalliga
- 1970 14e
Regionalliga
- 1971 4e
Regionalliga
- 1972 3e
Regionalliga
- 1973 2e
Regionalliga
- 1974 17e
Bundesliga
- 1975 5e
2. Bundesliga
- 1976 4e
2. Bundesliga
- 1977 12e
2. Bundesliga
- 1978 4e
2. Bundesliga
- 1979 4e
2. Bundesliga
- 1980 6e
2. Bundesliga
- 1981 9e
2. Bundesliga
- 1982 10e
2. Bundesliga
- 1983 6e
2. Bundesliga
- 1984 9e
2. Bundesliga
- 1985 11e
2. Bundesliga
- 1986 3e
2. Bundesliga
- 1987 14e
2. Bundesliga
- 1988 12e
Bundesliga
- 1989 4e
2. Bundesliga
- 1990 14e
2. Bundesliga
- 1991 11e
2. Bundesliga
- 1992 11e
2. Bundesliga
- 1993 6e
2. Bundesliga
- 1994 15e
2. Bundesliga
- 1995 8e
2. Bundesliga
- 1996 8e
2. Bundesliga
- 1997 11e
2. Bundesliga
- 1998 6e
2. Bundesliga
- 1999 14e
2. Bundesliga
- 2000 15e
2. Bundesliga
- 2001 4e
Regionalliga
- 2002 18e
Regionalliga
- 2003 10e
Oberliga
- 2004 8e
Oberliga
- 2005 18e
Oberliga
- 2006 7e
Verbandsliga
- 2007 9e
Verbandsliga
- 2008 2e
Verbandsliga
- 2009 9e
Oberliga
- 2010 14e
Oberliga
- 2011 3e
Oberliga
- 2012 7e
Regionalliga
- 2013 2e
Regionalliga
- 2014 1e
Regionalliga
- 2015 14e
3. Liga
- 2016 11e
3. Liga
- 2017 16e
3. Liga
- 2018 8e
3. Liga
- 2019 19e
3. Liga
- 2020 10e
Regionalliga
- 2021 4e
Regionalliga
- 2022 5e
Regionalliga
- 2023 6e
Regionalliga
- 2024 4e
Regionalliga
- 2025 6e
Regionalliga

- Niveau 1
- Niveau 2
- Niveau 3
- Niveau 4
- Niveau 5

| Legenda niveautijdlijn | Legenda niveautijdlijn      | Legenda niveautijdlijn      | Legenda niveautijdlijn      | Legenda niveautijdlijn    | Legenda niveautijdlijn |
| Liga                   | Seizoen 1963/64 t/m 1973/74 | Seizoen 1974/75 t/m 1993/94 | Seizoen 1994/95 t/m 2007/08 | Seizoen 2008/09 tot heden | Opmerking              |
| ---------------------- | --------------------------- | --------------------------- | --------------------------- | ------------------------- | ---------------------- |
| Bundesliga             | Niveau I                    | Niveau I                    | Niveau I                    | Niveau I                  |                        |
| 2. Bundesliga          | --                          | Niveau II                   | Niveau II                   | Niveau II                 |                        |
| 3. Liga                | --                          | --                          | --                          | Niveau III                |                        |
| Regionalliga           | Niveau II                   | --                          | Niveau III                  | Niveau IV                 |                        |
| Oberliga               | --                          | Niveau III *                | Niveau IV                   | Niveau V                  | * vanaf 1978/79        |

### Eindklasseringen vanaf 1964
| Seizoen | Competitie               | Niveau | Eindstand | DFB Pokal   | Opmerking                                                                               |
| ------- | ------------------------ | ------ | --------- | ----------- | --------------------------------------------------------------------------------------- |
| 1963/64 | Landesliga Mittelrhein 1 | IV     | 7         | --          |                                                                                         |
| 1964/65 | Landesliga Mittelrhein 1 | IV     | 1         | --          |                                                                                         |
| 1965/66 | Verbandsliga Mittelrhein | III    | 8         | --          |                                                                                         |
| 1966/67 | Verbandsliga Mittelrhein | III    | 2         | --          |                                                                                         |
| 1967/68 | Regionalliga West        | II     | 16        | --          |                                                                                         |
| 1968/69 | Regionalliga West        | II     | 13        | --          |                                                                                         |
| 1969/70 | Regionalliga West        | II     | 14        | --          |                                                                                         |
| 1970/71 | Regionalliga West        | II     | 4         | --          |                                                                                         |
| 1971/72 | Regionalliga West        | II     | 3         | 1e ronde    |                                                                                         |
| 1972/73 | Regionalliga West        | II     | 2         | 1e ronde    | kwartfinale Ligapokal; Winnaar promotieserie 1 met 5 clubs                              |
| 1973/74 | Bundesliga               | I      | 17        | 8e finale   |                                                                                         |
| 1974/75 | 2. Bundesliga-Nord       | II     | 5         | kwartfinale |                                                                                         |
| 1975/76 | 2. Bundesliga-Nord       | II     | 4         | 2e ronde    |                                                                                         |
| 1976/77 | 2. Bundesliga-Nord       | II     | 12        | 3e ronde    |                                                                                         |
| 1977/78 | 2. Bundesliga-Nord       | II     | 4         | 1e ronde    |                                                                                         |
| 1978/79 | 2. Bundesliga-Nord       | II     | 4         | 3e ronde    | Liga-topscorer: Karl-Heinz Mödrath (28)                                                 |
| 1979/80 | 2. Bundesliga-Nord       | II     | 6         | 3e ronde    |                                                                                         |
| 1980/81 | 2. Bundesliga-Nord       | II     | 9         | 1e ronde    | gekwalificeerd voor de éénklassige 2. Bundesliga                                        |
| 1981/82 | 2. Bundesliga            | II     | 10        | 3e ronde    |                                                                                         |
| 1982/83 | 2. Bundesliga            | II     | 6         | Finale      | < 1. FC Köln: 0-1                                                                       |
| 1983/84 | 2. Bundesliga            | II     | 9         | 1e ronde    |                                                                                         |
| 1984/85 | 2. Bundesliga            | II     | 11        | 2e ronde    |                                                                                         |
| 1985/86 | 2. Bundesliga            | II     | 3         | 1e ronde    | promotie play-off > Borussia Dortmund: 2-0 / 1-3 Beslissingswedstrijd in Düsseldorf 0-8 |
| 1986/87 | 2. Bundesliga            | II     | 14        | 8e finale   |                                                                                         |
| 1987/88 | 2. Bundesliga            | II     | 12        | kwartfinale |                                                                                         |
| 1988/89 | 2. Bundesliga            | II     | 4         | 8e finale   |                                                                                         |
| 1989/90 | 2. Bundesliga            | II     | 14        | 1e ronde    |                                                                                         |
| 1990/91 | 2. Bundesliga            | II     | 11        | 1e ronde    |                                                                                         |
| 1991/92 | 2. Bundesliga-Nord       | II     | 11        | 8e finale   | winnaar promotiegroep 1 > TSV 1860 München en TSV Havelse                               |
| 1992/93 | 2. Bundesliga            | II     | 6         | 2e ronde    |                                                                                         |
| 1993/94 | 2. Bundesliga            | II     | 15        | 2e ronde    |                                                                                         |
| 1994/95 | 2. Bundesliga            | II     | 8         | 8e finale   |                                                                                         |
| 1995/96 | 2. Bundesliga            | II     | 8         | 1e ronde    |                                                                                         |
| 1996/97 | 2. Bundesliga            | II     | 11        | 1e ronde    |                                                                                         |
| 1997/98 | 2. Bundesliga            | II     | 6         | 1e ronde    |                                                                                         |
| 1998/99 | 2. Bundesliga            | II     | 14        | 1e ronde    |                                                                                         |
| 1999/00 | 2. Bundesliga            | II     | 16        | 1e ronde    |                                                                                         |
| 2000/01 | Regionalliga Nord        | III    | 4         | 1e ronde    |                                                                                         |
| 2001/02 | Regionalliga Nord        | III    | 18        | --          |                                                                                         |
| 2002/03 | Oberliga Nordrhein       | IV     | 10        | --          |                                                                                         |
| 2003/04 | Oberliga Nordrhein       | IV     | 8         | --          | finalist Mittelrheinpokal > 1. FC Köln-amateurs: 0-4                                    |
| 2004/05 | Oberliga Nordrhein       | IV     | 18        | --          | vrijwillige degradatie                                                                  |
| 2005/06 | Verbandsliga Mittelrhein | V      | 7         | --          |                                                                                         |
| 2006/07 | Verbandsliga Mittelrhein | V      | 9         | --          |                                                                                         |
| 2007/08 | Verbandsliga Mittelrhein | V      | 2         | --          | gekwalificeerd voor NRW-Liga                                                            |
| 2008/09 | NRW-Liga                 | V      | 9         | --          |                                                                                         |
| 2009/10 | NRW-Liga                 | V      | 14        | --          |                                                                                         |
| 2010/11 | NRW-Liga                 | V      | 3         | --          | Gepromoveerd omdat nr. 2 TSV Germania Windeck niet wilde                                |
| 2011/12 | Regionalliga West        | IV     | 7         | --          |                                                                                         |
| 2012/13 | Regionalliga West        | IV     | 2         | --          | winnaar Mittelrheinpokal > Alemannia Aachen: 2-1                                        |
| 2013/14 | Regionalliga West        | IV     | 1         | 1e ronde    | < 1. FSV Mainz 05, 1-2; promotie play-off > FC Bayern München II: 1-0 / 1-2             |
| 2014/15 | 3. Liga                  | III    | 14        | --          |                                                                                         |
| 2015/16 | 3. Liga                  | III    | 11        | --          | finalist Mittelrheinpokal > FC Viktoria Köln 1904: 1-1 (5-6 n.s.)                       |
| 2016/17 | 3. Liga                  | III    | 16        | --          | finalist Mittelrheinpokal > Bonner SC: 0-1                                              |
| 2017/18 | 3. Liga                  | III    | 8         | --          |                                                                                         |
| 2018/19 | 3. Liga                  | III    | 19        | --          | finalist Mittelrheinpokal > Alemannia Aachen: 1-3                                       |
| 2019/20 | Regionalliga West        | IV     | 10        | --          | competitie afgebroken i.v.m. coronapandemie                                             |
| 2020/21 | Regionalliga West        | IV     | 4         | --          |                                                                                         |
| 2021/22 | Regionalliga West        | IV     | 5         | --          | finalist Mittelrheinpokal > FC Viktoria Köln 1904: 0-2                                  |
| 2022/23 | Regionalliga West        | IV     | 6         | --          |                                                                                         |
| 2023/24 | Regionalliga West        | IV     | 4         | --          |                                                                                         |
| 2024/25 | Regionalliga West        | IV     | 6         | --          |                                                                                         |
| 2025/26 | Regionalliga West        | IV     | .         | --          |                                                                                         |

## Bekende (oud-)spelers
- Kristoffer Andersen
- Adam Matysek
- Wolfgang Rolff
- Jacob Svinggaard
- Tony Woodcock